# Колпаков, Николай Анатольевич
Никола́й Анато́льевич Колпако́в (род. 1963, с. Зудилово, Первомайский район, Алтайский край, СССР) — советский и российский учёный, доктор сельскохозяйственных наук (2013), доцент (1994), ректор Алтайского государственного аграрного университета (апрель 2014—н. в.). Почётный работник высшего профессионального образования.

## Биография
Родился в селе Зудилово Первомайского района Алтайского края. В 1985 году окончил Алтайский сельскохозяйственный институт, получив специальность «агроном». В 1984—1987 годах работал бригадиром совхоза «Повалихинский». В 1988 году поступил в аспирантуру Московской сельскохозяйственной академии имени К. А. Тимирязева, окончил её в 1990 году. В 1991 защитил кандидатскую диссертацию на тему «Обоснование перспективных приёмов предпосевной подготовки семян моркови и оптимизация условий для их прорастания в поле» по специальности «Овощеводство».
В 1991 году начал преподавать в Алтайском государственном аграрном университете, сначала заняв должность ассистента кафедры овощеводства и плодоводства. В 1992—1995 гг. был доцентом кафедры плодоовощеводства; в 1995—1997 гг. — заведующим кафедрой плодоовощеводства; в 1997—2014 гг. — проректором по учебной работе.
В 2013 году защитил докторскую диссертацию на тему «Агробиологическое обоснование сортимента для конвейерного выращивания зеленных и пряно-ароматических культур в открытом и защищённом грунте в Западной Сибири» по специальности «Овощеводство».
Приказом Министерства сельского хозяйства РФ № 72-кр от 17 апреля 2014 года был назначен врио ректора Алтайского государственного аграрного университета; на выборах ректора 25 декабря 2014 года получил 160 голосов из 200 и был избран ректором.

## Научная деятельность
Сфера научной деятельности — совершенствование технологии производства и увеличение сортимента овощей.
Член диссертационного совета ДМ 220.002.03 по специальностям: 06.01.02 «Мелиорация, рекультивация и охрана земель» и 06.01.05 «Селекция и семеноводство сельскохозяйственных растений» (сельскохозяйственные науки), главный редактор журнала «Вестник Алтайского государственного аграрного университета»; член редакционного совета журнала «ГАВРИШ» (научно-информационное издание).
Автор более 68 научных статей, среди которых:
- Сравнительная оценка сортов пряно-ароматических культур при выращивании на конвейерной линии/ Колпаков Н. А. // Вестник КрасГАУ. — 2012. — № 12. — С. 51-56.
- Сравнительная оценка сортообразцов салата-латука при разных сроках выращивания на салатной линии/ Колпаков Н. А., Решетникова И. М. // Гавриш. — 2012. — № 6. — С. 10-12.
- Обоснование элементов технологии возделывания пекинской капусты в условиях юга Западной Сибири/ Колпаков Н. А., Лудилов В. А. // Картофель и овощи. — 2013. — № 1.- С. 18-19.
- Урожайность пекинской капусты при различных сроках выращивания/ Колпаков Н. А. // Вестник НГАУ. — 2013. — № 1(26). — С. 26-29.
- Влияние способов выращивания на сроки поступления и величину урожая пекинской капусты/ Колпаков Н. А. // Вестник Алтайского государственного аграрного университета. — 2013. — № 3(101). — С. 12-14.
- Анализ современного состояния овощеводства Алтайского края/ Колпаков Н. А. // Картофель и овощи. — 2013. — № 3.- С. 8-10
- Конвейерное выращивание салата в открытом грунте/ Колпаков Н. А., Кузнецова Т. А. // Картофель и овощи. — 2013. — № 5.- С. 17-18.
- Колпаков Н. А. Выращивание пряно-вкусовых культур методом гидропоники// Гавриш. — 2013. — № 4. — С. 10-12.
- Влияние уровня освещенности на продуктивность укропа при весеннем сроке выращивания в зимних теплицах/ Колпаков Н. А. // Вестник Алтайского государственного аграрного университета. — 2013. — № 5(101). — С. 12-14.
- Реакция сортов редиса на условия освещения при весеннем сроке выращивания в зимних теплицах/ Колпаков Н. А. // Картофель и овощи. — 2013. — № 5.- С. 18-19.

## Признание и награды
- Почётный работник высшего профессионального образования;
- Лауреат премии Алтайского края в области науки и техники (2011);
- Почётные грамоты Главного управления сельского хозяйства Алтайского края (1998, 2013);
- Почётная грамота Комитета по земельным ресурсам и землеустройству Алтайского края (2001);
- Почётная грамота Департамента кадровой политики и образования Министерства сельского хозяйства РФ (2003);
- Благодарности Губернатора Алтайского края (2011).